# Charles Howard, 10:e hertig av Norfolk
Charles Howard, 10:e hertig av Norfolk, född den 1 december 1720, död den 31 augusti 1786, var en engelsk ädling, son till Henry Charles Howard (1668-1720), och sonsonson till Henry Howard, 22:e earl av Arundel och lady Elizabeth Stuart.
Han efterträdde sin barnlöse syssling som hertig och Earl Marshal av England 1777. Charles Howard gifte sig 1739 med Catherine Brockholes (1722-1784). Med åren sägs han ha blivit ganska excentrisk.
Barn:
- Charles Howard, 11:e hertig av Norfolk (1746-1815)